# Спалення

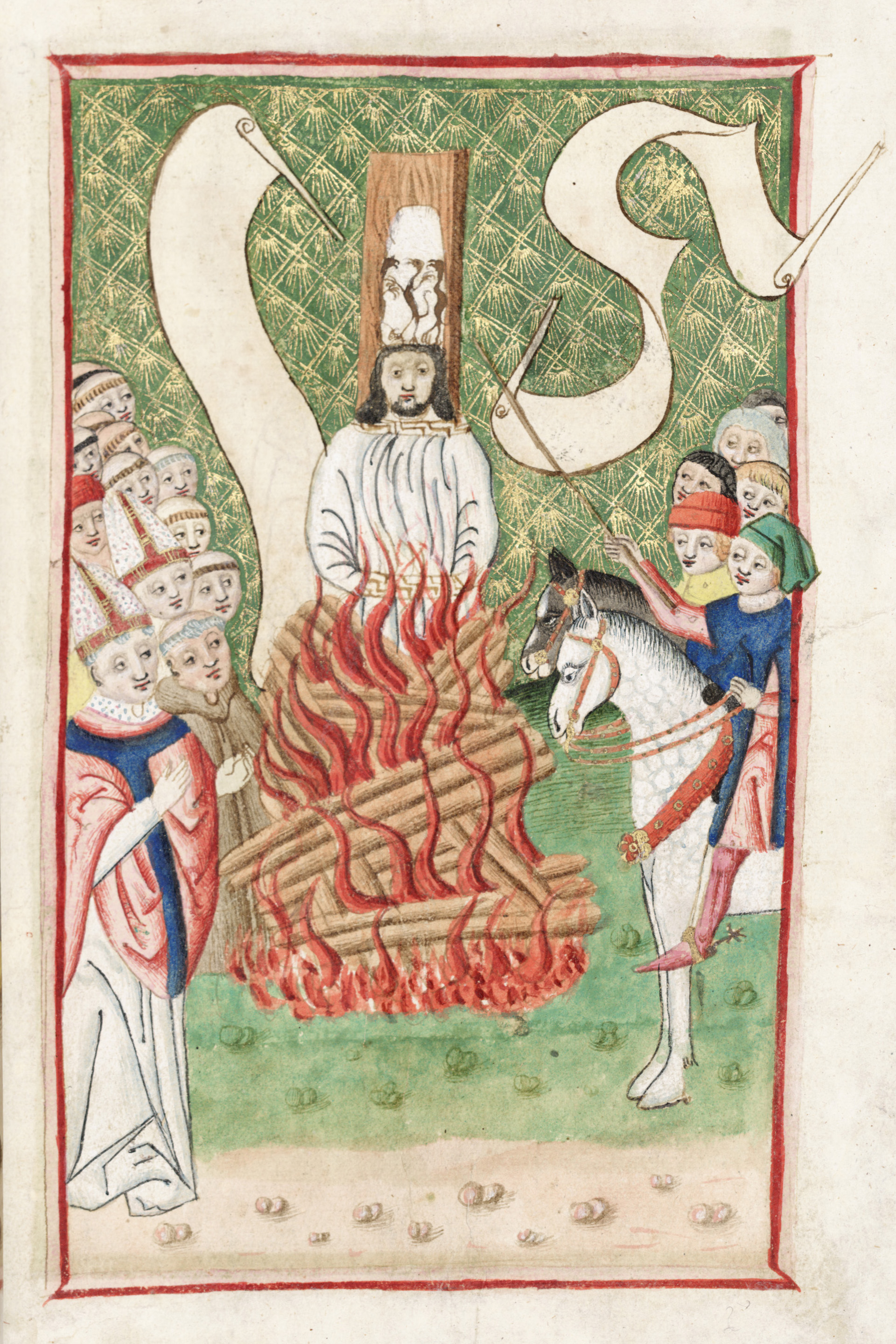
Спалення на вогнищі Яна Гуса (1415)

Спалення — метод смертної кари шляхом живого спалення на вогнищі, відомий ще з античності. Про нього згадують Геродот, Плутарх та Сенека. Це покарання застосовувалося з античності, упродовж Середньовіччя та до XIX століття. Спосіб виконання кари полягав у прив'язуванні засудженого до стовпа, складанні купи деревини та підпалі.
Іноді трупи засуджених, яких страчували іншими способами, наприклад повішенням чи задушенням, спалювали на вогнищі. Це означення є вузьким, оскільки враховує спалення живої людини (на відміну від кремації, коли спалюють тіло померлого, часто також на вогнищі).

## Люди, спалені на вогнищі
Засудженими були християни, яких звинувачували в єресі (єретики), інакомислячі та жінки, що мали справу з магією (відьми), євреї. Окрім того, це покарання застосовували до невдалих прокурорів та звичайних злочинців (наприклад, фальшивомонетників).
Деякі люди, засуджені до спалення на вогнищі:
- Полікарп Смірнський (155 або 156)
- Євлогій з Таррагони (259)
- Маргарет Порете (1310)
- Жак де Моле (1314)
- Гійом Белібаст (1321)
- Ян Гус (1415)
- Ієронім Празький (1416)
- Жанна д'Арк (1431)
- Мігель Сервет (1553)
- Томас Кранмер (1556)
- Джордано Бруно (1600)
- Анна Шведичка (1678)
- Аввакум Петрович (1682)
- Кетрін Циммерманн (1701)
- Олександр Возніцин (1738)
- Барбара Здунк (1811)

## Кремація та спалення
Спалення тіла померлої людини, або кремація, застосовували та продовжують це робити в деяких культурах та релігіях, наприклад в індуїзмі. Це давня індоєвропейська практика, тому її практикували і слов'яни. Широко поширене і сьогодні.
У багатьох культурах (наприклад, в Індії) було прийнято добровільно спалювати вдову на вогнищі з тілом свого чоловіка — в Індії цей звичай називають саті (заборонений з 1829 року). Вдова найчастіше заходила на вогнище з власної волі, оскільки культура не передбачала для неї жодної ролі після смерті чоловіка.